# Оранжева революция
Оранжевата революция е серия от политически събития и протести, които обхващат Украйна от края на ноември 2004 до януари 2005 г.
Случват се непосредствено след балотажа на президентските избори, за които се твърди, че са белязани от огромна корупция, заплахи към избирателите и пряка избирателна измама. Киев, столицата на Украйна, е център на движението за гражданска съпротива, където хиляди демонстранти протестират ежедневно. Из цялата страна демократичната революция е съпроводена от гражданско неподчинение и общи стачки, организирани от опозиционното движение.
Протестите са подтикнати от доклади на няколко вътрешни и чуждестранни изборни наблюдатели, както и от широко разпространената публична представа, че резултатите на балотажа от 21 ноември 2004 г. между основните кандидати Виктор Юшченко и Виктор Янукович са нагласени от властите в полза на последния. Протестите из цялата страна са успешни, тъй като резултатите от втория тур са анулирани и Върховният съд в Украйна постановява прегласуване. Под строгия контрол на местни и международни наблюдатели, вторият балотаж е обявен за „честен и свободен“. Резултатите показват ясна победа за Юшченко, който получава 52 % от гласовете, докато резултатът на Янукович е 44 %. Юшченко е обявен за победител и с встъпването му в длъжност като президент на 23 януари 2005 г. Оранжевата революция приключва.
В годините след 2005 г. Оранжевата революция е използвана като негативна асоциация от Русия и Беларус.
През 2010 г. след честно проведени избори за президент, Янукович поема поста на Юшченко.

## Предистория

### „Кучмагейт“ и убийството на Гонгадзе
Георги Гонгадзе е украински журналист и основател на вестник „Украинска правда“ (известен с честите си публикации, разкриващи корупция и неетично поведение на украински политици), който е отвлечен и убит през 2000 г. Няма повдигнато лично обвинение срещу тогавашния президент Леонид Кучма, но според слухове в обществото, убийството е поръчано именно от него. Този случай разпалва искрата на недоволството срещу президента още през 2000 г. и се смята за начало на Оранжевата революция. Впоследствие избухва и скандалът „Кучмагейт“, когато са изнесени подслушани разговори на Кучма, в които той говори за различни журналисти, включително и за Гонгадзе. Скандалът срива репутацията на президента и той решава да се оттегли и да подкрепи премиера Виктор Янукович в президентските избори през 2004 г.

### Причини за Оранжевата революция
Ситуацията по времето на президентските избори в Украйна от 2004 г. е подходяща за избухване на обществеността. Сложната икономическа и социална обстановка в държавата и несъстоялата се икономическа трансформация по времето на прехода, изнервят до крайност обществото. Поредните избори, които са смятани от всички за нечестни, са искрата, която разпалва дълго трупаното обществено недоволство.

### Фактори
Авторитарното управление на Украйна след разпада на Съветския съюз на практика павира пътя на протестите. Изборните измами от 2004 г. определено подчертават желанието на украинските граждани за едно плуралистично и по-демократично управление. „Кучмагейт“ е поводът, който провокира обществото да създаде реформистки движения. Тези движения искат не само оставката на Кучма, но и премахване на управленския монопол, установен от олигархията. Скандалите, в които се забърква Кучма отвръщат подкрепата към него на много хора с влияние в политиката. Много от правителствените лица, които преди са го подкрепяли, вече подкрепят неговия противник Юшченко. След спада на доверието към правителството, ролята на Юшченко става изключително важна. Обликът му на харизматичен и неподкупен лидер привлича хората и по-специално младежите, които ще се окажат водещата сила на Оранжевата революция. Тази нова вълна от млади хора има съвасем различни възгледи от приближените на Кучма. Изобилието на младежи, които взимат участие в протестите, ясно показва силният национализъм, който завладява страната по това време.

## Прелюдия
В края на 2002 г. Виктор Юшченко (партия Наша Украйна), Олександър Мороз (Социалистическа партия на Украйна), Петро Симоненко (Комунистическа партия на Украйна) и Юлия Тимошенко (Блокът на Юлия Тимошенко) издават съвместно становище относно „началото на революция в Украйна“. Малко-по късно комунистите начело със Симоненко напускат съюза, но другите три партии запазват сътрудничеството си (до юли 2006 г.). Още през есента на 2001 г. Тимошенко и Юшченко първи започват да говорят за подобна коалиция.
На 2 юли 2004 г. Наша Украйна и Блокът на Тимошенко заедно формират коалицията Народна сила, чиято цел е „спиране на деструктивния процес, който заради сегашните управляващи, се е превърнал в характеристика на Украйна“. Те ясно визират действащите президент и премиер – Леонид Кучма и Виктор Янукович. Споразумението на двете партии, включва обещанието на Юшченко да назначи Тимошенко за премиер на Украйна, ако бъдат спечелени президентските избори през ноември 2004 г.
Изборите изправят един срещу друг двамата основни противници – министър-председателят Виктор Янукович, който е подкрепен от Леонид Кучма, и опозиционният кандидат Виктор Юшченко, лидер на партия Наша Украйна в украинския парламент и бивш премиер (1999 – 2001).
Самите избори се провеждат в силно напрегната обстановка, като Янукович използва правителствения апарат за да комппрометира Юшченко и неговите поддръжници. През септември 2004 г. Юшченко е приет в болница със съмнения за отравяне с диоксин. Той се възстановява сравнително бързо и отново се включва в кампанията си, но последствията от отровата продължават да се виждат и днес (лицето му се обезобразява).
Двамата основни кандидати печелят почти равни резултати на първия тур от изборите, които се провеждат на 31 октомври 2004 г. Янукович събира 39,32 %, а Юшченко – 39,87 %. Тъй като нито един от двамата не събира повече от 50 % от гласовете, по закон се налага балотаж. Останалият на трето място Мороз, дава своята подкрепа на балотажа за Юшченко, а лидерката на Прогресивната социалистическа партия Наталия Витренко, която печели 1,53 %, подкрепя Янукович. Той от своя страна се надява на помощта на Петро Симоненко, но не я получава.
В навечерието на първия тур се появяват много оплаквания за подкрепени от правителството изборни нарушения в полза на Янукович. На този етап е ясно, че изборните резултати не са достатъчни за победата, на който и да е от двамата кандидати. За това и Янукович и Юшченко се концентрират основно върху балотажа, който е планиран за 21 ноември и не обръщат внимание на данните за изборни манипулации.
Оранжевият цвят е избран от лагера на Юшченко за основен в тяхната кампания. Цветът дава името и на всички негови поддръжници, които започват да се наричат „оранжеви“. С оглед на успеха на използването на цвят за мобилизиране на електорат, Янукович избира синьото за своята кампания.
- Виктор Юшченко (Първи тур) – процент от общото национално гласуване
- Виктор Янукович (Първи тур) – процент от общото национално гласуване
- Виктор Юшченко (Втори тур) – процент от общото национално гласуване
- Виктор Янукович (Втори тур) – процент от общото национално гласуване

## Протести
Протестите започват в навечерието на балотажа, след като официалното преброяване значително се различава от екзит пол резултатите, които дават 11 % преднина за Юшченко, докато официалните резултати дават победа на Янукович с 3 %. Поддръжниците на Янукович обясняват това разминаване с медийните връзки, които има Юшченко, докато оранжевият лагер изнася доказателства за електорални измами в полза на правителството. Тези доказателства се потвърждават и от международни наблюдатели.
Кампанията на Юшченко публично призовава за протести в деня на изборите, 21 ноември 2004 г. Започвайки от следващия ден, протестите започват в много градове от Украйна, като най-големият е на Площада на независимостта в Киев, където се събират около 500 000 души. Протестното движение продължава към украинския парламент, а много от участниците носят оранжеви флагове или са облечени с оранжеви дрехи.
Местните съвети в Киев, Лвов и няколко други града официално отхвърлят легитимността на вота, а Юшченко дава символична клетва за встъпване в длъжност. „Клетвата“ е дадена в полупразната зала на парламента, в която присъстват само поддръжници на Юшченко и липсва нужният кворум. Въпреки че това действие е нелегитимно пред закона, то е важен символичен жест, който ясно показва, че Юшченко не приема компрометираните резултати от изборите. Най-радикалните му поддръжници настояват дори за по-драстични действия. В отговор, опонентите на Юшченко го обвиняват в даване на незаконна клетва, като дори някои представители на оранжевата коалиция не са съгласни с този акт. Много анализатори на събитията твърдят, че клетвата на Юшченко, ще радикализира допълнително нарастващата политическа криза.
По същото време местните власти на много места в Източна и Южна Украйна, бастионите на Янукович, дават ясни сигнали, че са готови да се отцепят от държавата, ако не бъде призната победата на премиера. В цяла Източна Украйна започват протести в подкрепа на Янукович, като много от поддръжниците му там пътуват и до Киев. В столицата проправителствените протести са значително по-малки в сравнение с тези, които са в подкрепа на Юшченко. Ситуацията няма прецедент в историята на Украйна. Според някои изчисления в най-студените дни от зимата, по улиците на Киев се събират повече от 1 000 000 души.

## Политическо развитие
Първоначално Юшченко започва преговори с президента Кучма, в опит да бъде овладяна ситуацията, но тези преговори се провалят още на 24 ноември. През това време Янукович официално е обявен за победител от ЦИК, която също е обвинена в манипулации на вота в полза на премиера. На следващия ден след обявяването на официалните резултати, Юшченко излиза пред свои избиратели и ги призовава да започнат протести и стачки, с цел да парализират правителството и да го принудят да признае загубата си. Той също така обявява и създаването на Комитет за национално спасение.
На 1 декември парламентът заклеймява всички просепаратистки действия и гласува вот на недоверие на Съвета на министрите на Украйна. Последното решение е отхвърлено от Янукович. Според конституцията на Украйна, след вот на недоверие към правителството, то трябва да подаде оставка. Парламентът обаче не може да принуди правителството да се оттегли без съдействието на премиера Янукович и все още действащия президент Кучма.
На 3 декември Конституционният съд решава, че поради големия мащаб на електоралните измами, е невъзможно да бъде обявен официален победител от изборите. Следователно те трябва да бъдат обявени за невалидни. В резултат на това решение на съда, е обявена дата за прегласуване на балотажа за 26 декември 2004 г. Юшченко приема това за своя победа, докато Янукович предпочита прегласуване на целите избори, а не само на балотажа, в случай, че не му бъде призната победата от Конституционния съд. На 8 декември парламентът изменя някои от изборните закони, за да осигури законова рамка за прегласуването.
През 2009 г. Янукович заявява, че въпреки законната му победа да е „отнета“, той приема това, за да не се стига до кръвопролития:
| „ | Аз не исках майките да губят децата си, а жените, техните съпрузи. Не исках да видя мъртви тела да плуват в р. Днепър. Не исках да приема властта, посредством кръвопролития. | “ |

### Прегласуване на балотажа
На 26 декември се осъществява прегласуването по решение на Конституционния съд на Украйна. Взети са засилени мерки за сигурност в присъствието на множество международни и местни наблюдатели. Предварителните резултати, обявени от ЦИК на 28 декември показват победа на Юшченко с 51,99 % срещу 44,20 % за Янукович, което показва промяна на вота с +5,39 % за Юшченко и −5,27 % за Янукович в сравнение с изборите от ноември. Синият лагер ожесточено оспорва резултатите пред Конституционния съд и ЦИК. И двете институции, обаче отхвърлят протестите. На 10 януари ЦИК официално обявява Виктор Юшченко за победител в изборите. С официални резултати, разминаващи се с 0,01 % от предварителните. На 23 януари Юшченко официално дава своята клетва за встъпване в длъжност пред парламента. След това повтаря клетвата си и на Площада на независимостта пред стотици хиляди привърженици. Това се счита и за край на Оранжевата революция.
- Виктор Юшченко (прегласуване) – резултат в национален мащаб
- Виктор Янукович (прегласуване) – резултат в национален мащаб

## Външни фактори
Някои анализатори твърдят, че Оранжевата революция се случва на базата на вече установен модел и практика при свалянето на Слободан Милошевич в Югославия четири години по-рано и по време на Революцията на розите в Грузия от 2003 г. И двете събития, макар и спонтанни, са все пак резултат на обширна и масова кампания на гражданите и изграждане на опозиционна коалиция. И в Югославия, и в Грузия, става въпрос за изборна победа, последвана от масови демонстрации и опити на действащото правителство да удържи властта си посредством всякакви инструменти.
Всяко от протестните движения включва и активното участие на студентски движения. Най-известното от тях е Отпор, което е с основна заслуга за издигането на Воислав Кощуница. В Грузия участие взема подобно движение, наречено Крама. В Украйна студентската организация, която участва най-активно издига слоганът Пора! (Време е!). Председателят на грузинския комитет по отбраната и сигурността Дживи Таргамадзе, както и някои членове на Кмара, дават консултации на украинските опозиционни лидери относно техниките за ненасилствена борба. Някои грузински рок групи, които по-рано са подкрепяли Революцията на розите, през 2004 г. организират концерт в подкрепа на Оранжевата революция, в центъра на Киев.
Активисти на всяко едно от тези движения са били финансирани и обучавани на политическа организация и ненасилствени методи на съпротива от редица западни правителствени и неправителствени организации. Според Гардиан, тези организации включват Държавния департамент на САЩ и Агенцията за международно развитие на САЩ, както и Националния демократичен институт за международни отношения, Международния републикански институт и фондацията „Отворено общество“ на Джордж Сорос.
Бившият президент Леонид Кучма открито обвинява руският олигарх Борис Березовски във финансиране на кампанията на Виктор Юшченко и изнася копия от документи, показващи парични трансфери от компании на Березовски към компании, контролирани от приближени на Юшченко. Юшченко отрича неговата кампания да е била финансирана от Борис Березовски. Руският олигарх потвърждава, че е имал срещи с приближени на Юшченко в Лондон, преди началото на кампанията, и че е направил преводи на големи суми. Според украинското законодателство, финансирането на политически кампании от граждани на чужди държави е незаконно. През ноември 2005 г. олигархът заплашва, че ще съди приближените на Юшченко, ако публично не се извинят и не признаят, че са приели парите. Според поредицата на Би Би Си „Руските кръстници“, Березовски излива милиони долари в поддържането на спонтанните протести и всекидневно е в контакт с опозиционните лидери. След смъртта на Березовски през март 2013 г., неговият приятел Андрей Некрасов, заявява, че олигархът е основен спонсор на Оранжевата революция.
От друга страна участието на руското правителство, начело с президента Путин, е много по-директно и ясно изразено на страната на Янукович. Степента на участие е обект на много спорове, ясни са единствено срещите на най-високо равнище между Путин, Кучма и Янукович преди и по време на изборите. Украинският премиер е явно подкрепян и получава благоприятен медиен комфорт от руските медии. Той също така е заобиколен и от множество руски консултанти, за които се знае, че са свързани с Кремъл.

## Роля на интернет
По време на протестите, интернет технологиите в Украйна (улеснено от новинарски сайтове, които публикуват записите от „Кучмагейт“) са неизменна част от стратегията на оранжевите. Смята се, че Оранжевата революция е първият случай на интернет организирани масови протести. Анализаторите смятат, че интернета и мобилните телефони позволяват на алтернативните медии да процъфтят, без да има наложена цензура или контрол от правителство. Продемократични движения (като Пора!) по време на протестите успяват да използват активно мобилни телефони и интернет връзка, за да координират своите действия.

## Конституционни промени
Една от последиците от Оранжевата революция са промените в конституцията, които прехвърлят власт от президента към парламента. Промените са приети от партията на Мороз и комунистите и влизат в сила след парламентарните избори от 2006 г., които са спечелени от Партията на регионите на Янукович. След тези избори, бившият президент формира коалиционно правителство заедно със социалистите и комунистите. В резултат на това Виктор Юшченко вече трябва да се противопоставя на сдобилия се с нови правомощия министър-председател – Янукович. През 2007 г., след няколкомесечна борба, президентът успява да свали коалиционното правителство и да разпусне парламента. Провеждат се нови избори, които отново се печелят от партията на Янукович, но този път със съвсем малка преднина пред оранжевите партии на Тимошенко и Юшченко. Янукович не успява да събере мнозинство за парламент, което автоматично води до коалиционно правителство между партиите на Тимошенко и Юшченко. Министър-председател става Юлия Тимошенко.
На 1 октомври 2010 г. Конституционният съд на Украйна отменя измененията от 2004 г., отчитайки ги за противоконституционни.

## Президентски избори – 2010 г.
В края на 2009 г. Административният съд на Украйна забранява всякакви демонстрации от 9 януари до 10 февруари 2010 г. на Площада на независимостта в Киев. Това е продиктувано след молба на кмета на столицата, за да бъдат избегнати „нестандартни ситуации“ по време и след края на президентските избори през 2010 г. Изборите са кулминацията на политическото падение на Юшченко, започнало след революцията. Действащият президент печели само 5,5 % от гласовете. „Украйна е европейска демократична държава. Това е свободна нация на свободни хора“. Според него загубата му на изборите е най-голямото постижение на Оранжевата революция.
След вота, за победител е обявен Виктор Янукович. Някои от неговите поддръжници наричат тази победа „краят на оранжевия кошмар“. Веднага след встъпването си в длъжност, „новият-стар“ президент обещава, че ще „изчисти отломките на недоразуменията и проблемите, появили се след Оранжевата революция“. Според влиятелния представител на Партията на регионите на Янукович, Ринат Ахметов, идеалите на Оранжевата революция възтържествуват на изборите от 2010 г. „Имаше честни, независими и демократични избори. Целият свят го призна, а международните наблюдатели го потвърдиха. Именно затова идеалите на Оранжевата революция възтържествуваха“. Според Юлия Тимошенко изборите от 2010 г. са „изпусната възможност за Украйна да стане достоен член на европейското семейство и да сложи край на олигархията“.

## Наследство
През 2005 г. президентът Виктор Юшченко издава указ, с който обявява 22 ноември (първият ден на протестите "за неофициален празник – „Денят на свободата“. През 2011 г. президента Янукович слива този празник с Деня на обединението на 22 януари.
Нито едно длъжностно лице, участвало в изборите от 2004 г., които предшестват Оранжевата революция, не е подведено под отговорност за изборна измама.

## Извън Украйна
През март 2005 г. украинският външен министър Борис Тарасюк заявява, че Украйна няма да изнася революция.
По време на церемонията по встъпване в длъжност, президентът на Беларус Александър Лукашенко се заклева, че Беларус никога няма да има своя версия на Оранжевата революция или на грузинската Революция на розите от 2003 г.
Президентът на Русия Владимир Путин нарича организаторите на антиправителствените протести от декември 2011 г. „бивши съветници на Юшченко“.
По време на дебат в руския парламент по повод хомосексуалната „пропаганда“, един от депутатите говори за „различни хора, носещи оранжеви шорти“.